# 萬吉站
万吉輕軌站（英語：Bangkit LRT Station，代號BP9）是新加坡輕軌列車系統武吉班讓輕軌上的一個車站，由SMRT輕軌（SMRT集團）經營，並於1999年11月6日正式啟用。

## 名称由来
该輕軌站附近有条万吉路，附近的住宅区也以万吉命名。因此该輕軌站也取名为万吉。万吉是马来语“Bangkit”的中文翻译。“Bangkit”在马来语中指的是“升起”的意识。

## 车站附近

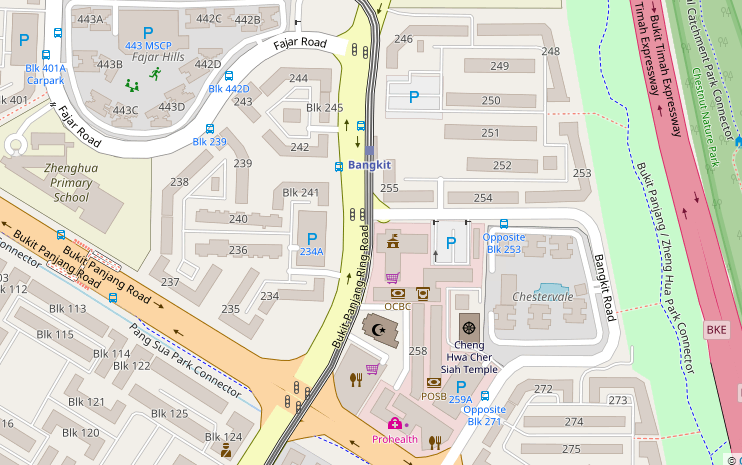
万吉輕軌站周围图

- 正华公园（英语：Zhenghua Park）[4]
- 大牌256至260的邻里购物中心。这邻里中心位于万吉路，主要的购物群是附近的居民[5]
- 正华小学[6]
- 一所庙宇以及一所回教堂。
- Pang Sua公园连道[7]

## 車站結構[3]
| P 站台 | 側式站台，左側開門 | 側式站台，左側開門                          |
| P 站台 | 站台1              | 武吉班讓輕軌：服務B經柏提往蔡厝港（法嘉站） |
| P 站台 | 站台2              | 武吉班讓輕軌：服務A經信佳往蔡厝港（秉定站） |
| P 站台 | 側式站台，左側開門 |                                             |
| L1     | 地面層             | 檢票口、自動售票機、商店、Greenridge中學    |

## 出口
| 出口編號 | 建議前往的目的地 | 照片 |
| -------- | ---------------- | ---- |
| A        |                  |      |

## 交通連接

### 輕軌[8]
| 站台         | 首班車 | 首班車 | 首班車            |  | 末班車  |
| ------------ | ------ | ------ | ----------------- |  | ------- |
|              | 一－六 |        | 星期日及 公定假日 |  | 每日    |
| 武吉班讓輕軌 |        |        |                   |  |         |
| 站台1        | 5.08am |        | 5.27am            |  | 12.50am |
| 站台2        | 5.17am |        | 5.36am            |  | 12.59am |